# Omar Rudberg

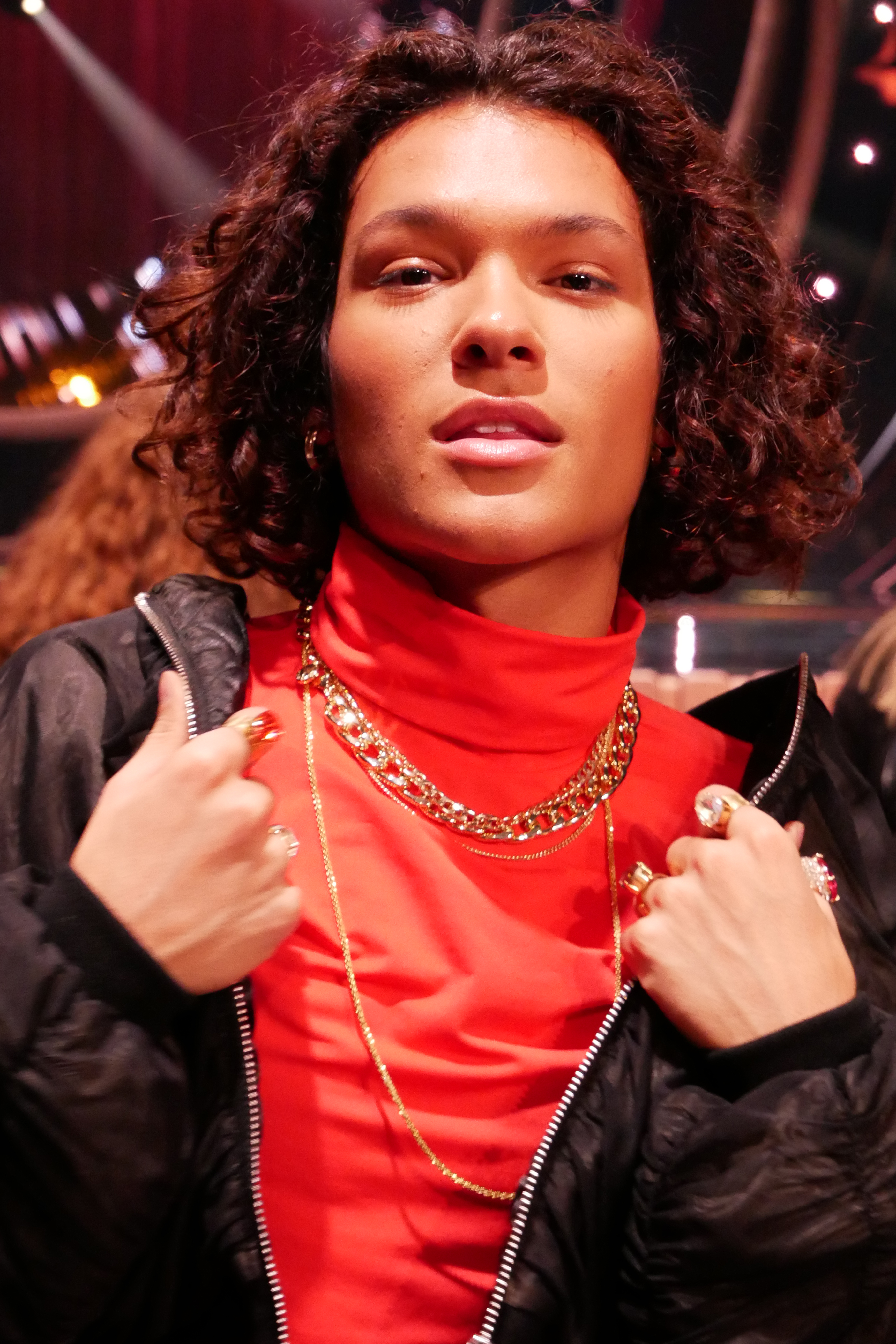
Omar Rudberg (2019)

Omar Josúe Rudberg (* 12. November 1998 in Venezuela) ist ein venezolanisch-schwedischer Sänger und Schauspieler.

## Leben
Rudberg wurde im November 1998 in Venezuela geboren und zog im Alter von sechs Jahren mit seiner Mutter nach Kungsbacka. 2010 nahm er an der in TV4 ausgestrahlten schwedischen Talentshow Talang teil.
Zusammen mit Oscar Molander, Oscar Enestad und Felix Sandman gründete Rudberg 2013 die Band FO&O.
Er nahm zusammen mit der Band am Melodifestivalen 2017 teil, das auf SVT ausgestrahlt wurde, und schaffte es mit dem Song Gotta Thing About You bis ins Finale. Dort belegten sie mit 34 Punkten den vorletzten Platz. 2017 gab die Band bekannt, dass sie sich auflösen wird.
Rudberg startete seine Solokarriere im Jahr 2018 mit der Single Que Pasa mit dem schwedischen Rapper Lamix, gefolgt von La Mesa mit dem schwedischen Rapper Elias Hurtig.
2019 nahm Rudberg erneut am Melodifestivalen teil. Sein Song, Om om och om igen scheiterte zwar bereits im Halbfinale, bescherte ihm aber seinen ersten Solo-Top-20-Hit in Schweden.
In der im Juli 2021 veröffentlichten Netflix-Serie Young Royals von Lisa Ambjörn übernahm er die Rolle des Simon. Im Februar 2022 nahm Rudberg zum dritten Mal am Melodifestivalen teil. Mit seinem Beitrag Moving Like That konnte er sich im ersten Halbfinale nicht für eine weitere Runde qualifizieren.
Nach den ersten Sommerfestivals in Europa, war Omar Rudberg im Herbst 2024 das erste Mal auf Tour. Nach einigen Konzerten in Europa spielte er auch Shows in New York und Los Angeles. Im Februar 2025 ging er mit seiner EP 'Every Night Fantasy' auf die gleichnamige Europa-Tour, welche aus 19 Shows bestand. 

## Diskografie

### EPs
- 2024: Every Night Fantasy

### Alben
- 2021: Omar Covers
- 2022: OMR

### Singles
- 2018: Que pasa (mit Lamix)
- 2018: La mesa (mit Elias Hurtig)
- 2018: Du Är Där (mit Sakarias)
- 2019: Om om och om igen
- 2019: På min telephone toda la noche
- 2020: Dum
- 2020: Jag e nån annan
- 2020: Läppar
- 2020: Alla ba ouff
- 2021: Remember
- 2021: Symphonie
- 2021: Yo dije ouff
- 2021: It Takes a Fool to Remain Sane
- 2022: Mi casa su casa
- 2022: Moving Like That
- 2022: Todo De Ti
- 2022:  Nakna
- 2023: Call Me by Your Name
- 2023: She Fell In Love In The Summer
- 2023: Happier
- 2023: Off my mind (mit Jubël)
- 2024: Red Light
- 2024:  Sabotage
- 2024:  Talk
- 2024:  Girlfriend
- 2025: I'm Not a Boy

## Filmografie
- 2015: Rollercoaster (Kurzfilm)
- 2021–2024: Young Royals (Fernsehserie)
- 2023: Halloween Park (Karussell) (Film)